# آر. دي. بورمان
كان راؤول ديف بورمان (27 يونيو 1939 - 4 يناير 1994) مخرجًا موسيقيًا وممثلًا هنديًا، ويعتبر أحد أعظم وأنجح المخرجين الموسيقيين في صناعة موسيقى الأفلام الهندية. من الستينيات إلى التسعينيات، قام بورمان بتأليف مقطوعات موسيقية لـ331 فيلمًا، مما جلب مستوى جديدًا من التناغم الموسيقي مع مؤلفاته. قام بورمان بعمله الرئيسي مع المطربين الأسطوريين محمد رفيع وكيشور كومار ولاتا مانغيشكار وآشا بهوسل. كما عمل بشكل مكثف مع الشاعر الغنائي غولزار، الذي قدم معه بعضًا من أكثر الأغاني التي لا تنسى في حياته المهنية. يُلقب ببانشام، وهو الابن الوحيد للملحن ساشين بورمان وزوجته كاتبة الأغاني البنغالية ميرا ديف بورمان.
كان نشطًا بشكل أساسي في صناعة الأفلام الهندية كملحن، كما قدم غناءً لبعض المؤلفات الموسيقية.  كان له تأثير على الجيل التالي من مديري الموسيقى الهنود، وتظل أغانيه تحظى بشعبية في الهند وخارجها. بعد سنوات عديدة من وفاته، لا تزال أغانيه مصدر إلهام للمطربين والملحنين الجدد.

## روابط خارجية
- آر. دي. بورمان على موقع IMDb (الإنجليزية)
- آر. دي. بورمان على موقع ميوزك برينز (الإنجليزية)
- آر. دي. بورمان على موقع ديسكوغز (الإنجليزية)
- آر. دي. بورمان على موقع قاعدة بيانات الفيلم (الإنجليزية)